# Bosschenhoofd
Bosschenhoofd is een dorp  in de gemeente Halderberge in de Nederlandse provincie Noord-Brabant. Het dorp wordt ook wel Seppe genoemd, en het nabijgelegen vliegveld Seppe ontleende zijn naam hieraan. Het ontstaan van deze bijnaam wordt hieronder uitgelegd. Voor de gemeentelijke herindeling van 1997 behoorde Bosschenhoofd tot de gemeente Hoeven.

## Etymologie

### Bosschenhoofd
De naam Bosschenhoofd komt van een bij Oudenbosch behorende overslagplaats voor turf, gesticht in het begin van de 14e eeuw.

### Seppe
De naam Seppe, of Sep die ook wel aan dit dorp werd en wordt gegeven, is van veel recenter oorsprong. Op de noordoostelijke hoek van het voormalige kruispunt Maple Farm stond een oude boerderij die omstreeks 1847 een uitspanning en herberg was van ene Jacobus Sep, geboren 1815. Van 1854-1855 werd de spoorlijn Breda-Roosendaal aangelegd. De spoorarbeiders gingen in de herberg van Jacobus Sep, bij Seppe dus, eten en bleven er overnachten. De spoorwegmaatschappij was niet bekend met de naam Bosschenhoofd en gaf aan de halteplaats in Bosschenhoofd de naam Stopplaats Seppe. De naam Seppe kreeg zo algehele bekendheid in Nederland. Dat ook de gemeente Hoeven niet goed op de hoogte was, blijkt uit een officieel stuk van 10 juni 1884 waarop de naam Seppe staat vermeld terwijl de naam Bosschenhoofd de officiële naam was. Ook is in de film Merijntje Gijzen's Jeugd (1936) de naam Seppe te zien op een plaatsaanduidingsbord bij het kruispunt Maple Farm. In 1949 werd vliegveld Seppe geopend. In vele verenigingsnamen komt het begrip Seppe voor.

## Geschiedenis
Het gebied van Bosschenhoofd hoorde vanaf het einde van de 13e eeuw bij Hoeven. Het Land van Breda omvatte aanvankelijk bijna geheel het huidige West-Brabant. Ook Bosschenhoofd behoorde hiertoe. Na het kinderloos overlijden van Arnout van Leuven in 1287 werd dit gesplitst in twee Heerlijkheden: Heerlijkheid Breda en Heerlijkheid Bergen op Zoom. Bosschenhoofd bleef in bezit van beide, tot het in 1458 aan Bergen op Zoom werd toegewezen.
In West-Brabant was veel moer aanwezig. Reeds in 1301 was het steken van turf in volle gang, toen al bestond de Vaart in Oudenbosch. Deze Bosschevaart zou vroeger ook verbonden zijn geweest met Pagnevaart en de haven van Oudenbosch. Ten zuiden van Oudenbosch was in 1301 een gebied van ongeveer 300 hectare moer uitgegeven, bekend als het Bosschelaag. Aan de rand werd een nieuw turfhoofd aangelegd; het Bosschehoofd. Deze plek ligt tegenwoordig net buiten het huidige dorp bij de Zwarthoofdseweg. Er is hier door de gemeente een bord geplaatst met een verwijzing naar de geschiedenis. Het lag hoger dan de omgeving, daardoor was men er veilig bij overstroming. Er was een hoogteverschil van enkele meters te overbruggen tussen de vaart uit de richting Rucphen en de vaart naar Oudenbosch.
In de 14e eeuw zullen er al enkele mensen gewoond hebben, maar ontwikkeling tot dorp verliep langzaam. In 1840 telde Bosschenhoofd 269 en in 1860 361 inwoners. Het betrof vooral pioniers uit Hoeven, die boerderijtjes op de woeste gronden stichtten. Pas na 1860 kreeg de plaats wat meer inwoners. In 1882 kreeg Bosschenhoofd de eerste school (openbaar), en pas in 1886 een kerk.
Koning Willem I liet een met keien bestrate rijksstraatweg aanleggen tussen Breda en Roosendaal. Hier werd mee begonnen in 1820 en in 1838 was de aanleg afgerond. Enkele jaren later legde Oudenbosch, zonder subsidie, een klinkerweg naar Bosschenhoofd aan en verbond deze met de Rijksweg. Voor Oudenbosch was dit toen belangrijk in verband met het ontginningsbedrijf annex boomkwekerij Maple Farm, van Henricus van der Bom uit Oudenbosch.
In 1931 werd de Rijksweg Breda-Roosendaal een weg met twee rijstroken van beton en in 1977 werd de vierstrooksweg (bekend als A58) met het viaduct Postbaan bij Bosschenhoofd geopend. Het kruispunt bij Maple Farm kreeg een nieuw aanzicht en ook de naam Maple Farm verdween.
Op 1 januari 1997 is Bosschenhoofd door de herindeling van de gemeentes Oudenbosch, Hoeven en Oud en Nieuw Gastel, opgegaan in de nieuwe gemeente Halderberge. Voorheen vormden Bosschenhoofd en Hoeven samen de gemeente Hoeven. In 1982 is in Bosschenhoofd het jubileumfeest 100 jaar onderwijs en het 700 jaar Hoeven/Bosschenhoofd gevierd. Burgemeester Osterloh was de laatste burgemeester van Hoeven/Bosschenhoofd en werd daarna burgemeester van de nieuwe gemeente Halderberge. Met de herindeling kwam bij Bosschenhoofd een grenscorrectie; het grondgebied ten zuiden van de autoweg ging bij de gemeente Rucphen behoren, inclusief de monumentale Heimolen. In Bosschenhoofd is het inwoneraantal, mede door de herindeling, licht gestegen: in 2023 woonden in Bosschenhoofd 2.605 inwoners.

## Economie
Nadat de periode van turfsteken voorbij was werden op de van turf ontdane grond kleine boerderijen gesticht. De bewoners daarvan hadden als bijverdienste het binden van bezems en het buntsteken voor de productie van borstels en dergelijke. De westelijke heidegronden werden ontgonnen van 1840-1860, maar tussen 1890 en 1920 werd een en ander grootschaliger aangepakt, door de ontginningsmaatschappij van Henricus van der Bom en diens boomkwekerij Maple Leaf. Van 1910 tot 1975 konden vele arbeiders ook hun boterham verdienen op de steenfabrieken. Ook de landbouw moderniseerde en werd aangevuld met tuinbouw, terwijl ook vele boeren naar de IJsselmeerpolders trokken. Voorts gingen een aantal mensen in de woningbouw werken.
In 1949 werd het Vliegveld Seppe geopend, dat vooral voor sportvliegerij wordt gebruikt.

## Bezienswaardigheden

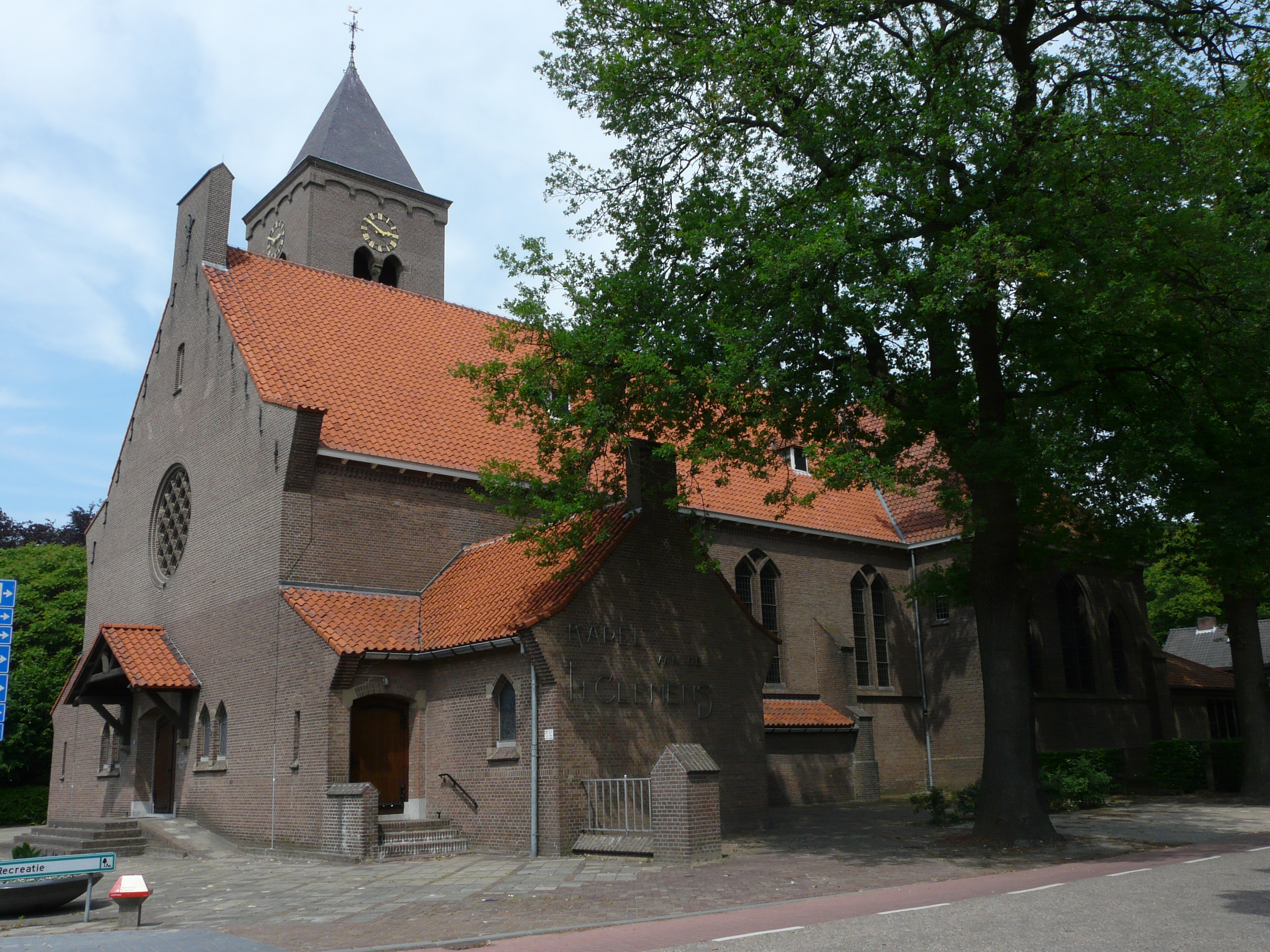
Heilig Hart van Jezuskerk

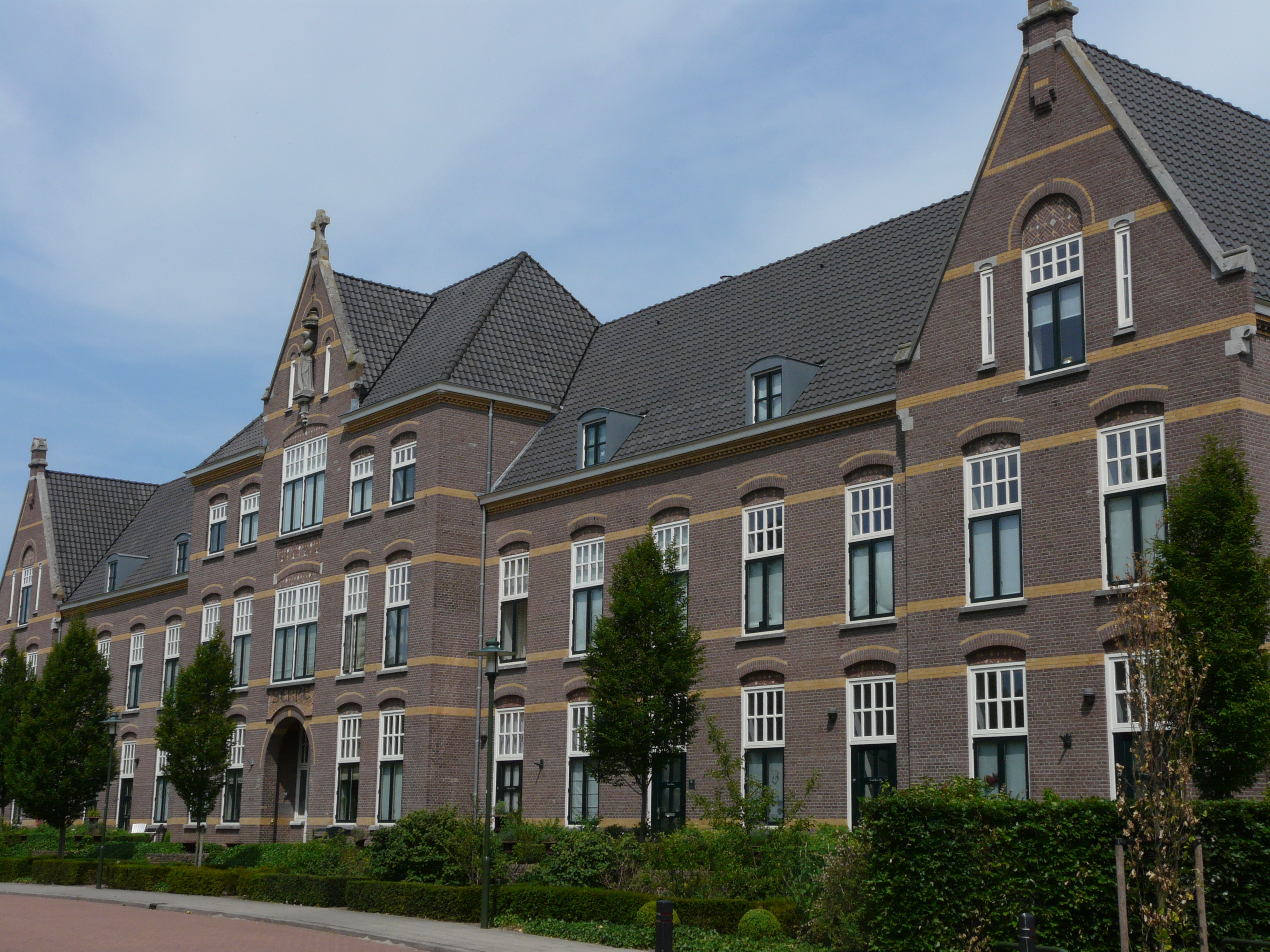
Voormalig Retraitehuis Seppe

- Heilig Hart van Jezuskerk, uit 1927. Een bakstenen kerkje ontworpen door Wolter te Riele, aan de Pagnevaartweg 1.
- Voormalig Retraitehuis Seppe, uit 1912. Tegenwoordig zijn er woningen in het hoofdgebouw en op het terrein gebouwd.
- Het noviciaat Sint-Stanislaus is in 1954 gebouwd aan de Pastoor van Breugelstraat. Vervolgens werd het pension Kuca Morava, waar Joegoslavische meisjes werden ondergebracht die als gastarbeider werkzaam waren doch onder een streng regiem leefden. Daarna werd het een hotel.

## Natuur en landschap

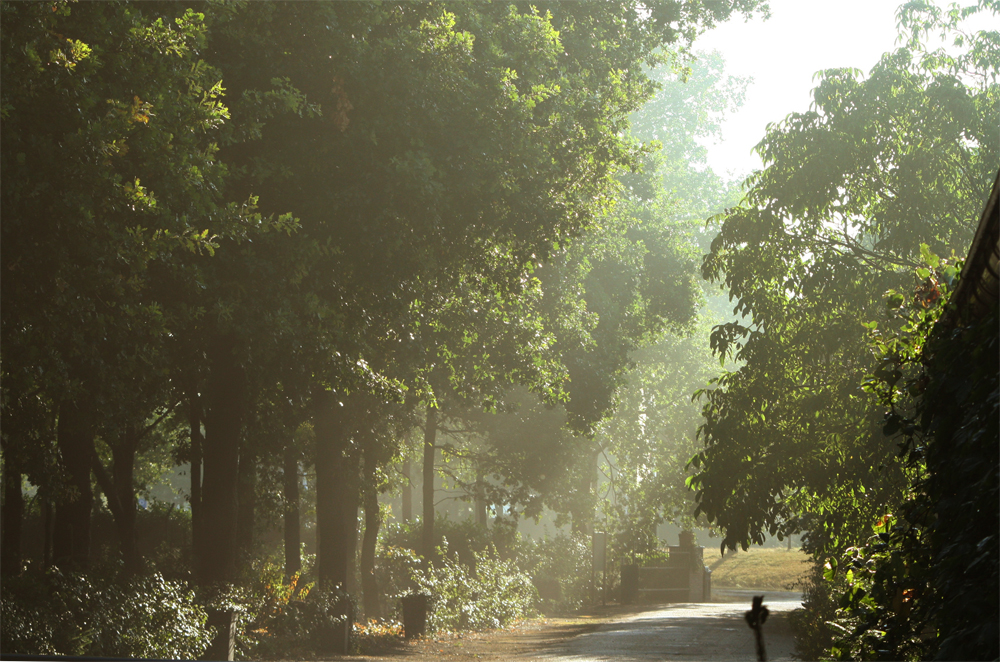
Landgoed Maple Farm - Entree galerie & beeldentuin de Beeldenstorm

Bosschenhoofd wordt omringd door landbouwgronden op heide-ontginning. Enkele waterlopen als de Kibbelvaart en de Zwarte Sloot zijn voormalige turfvaarten.
- Ten oosten van de kerk ligt het 12 ha groot landgoed De Wildert. In 1884 werd dit aangelegd door Jean Escheller uit Oudenbosch. De Vereniging van Gezondheidskoloniën te Gouda kocht dit bosgebied met landhuis in 1905 aan; er kwam toen een herstellingsoord voor kinderen, dat de naam Zonneheuvel kreeg. In 1932 is het landhuis als kindertehuis afgekeurd. Het werd vervolgens een rusthuis voor protestantse ouderen. Sinds 1959 wordt er een camping uitgebaat.
- De naam Maple Farm, ooit de naam van een boomkwekerij, werd in 2005 weer ingevoerd, nu voor een landgoed nieuwe stijl van 11 ha, overeenkomstig de Natuurschoonwet. Dit landgoed ligt op de plaats van de vroegere kwekerij en sluit aan op het bosgebied Hoezaar dat 40 ha meet. Beide bossen zijn in particulier eigendom. Op het terrein was tot 2021 beeldentuin De Beelstorm gevestigd. Daarna is er speeltuin en klimbos Maple Farm Adventures gevestigd.
- Het Pagnevaartbos is een natuurgebied van 24 ha, ten westen van Bosschenhoofd.

## Voorzieningen, restaurants, cafetaria's en winkels

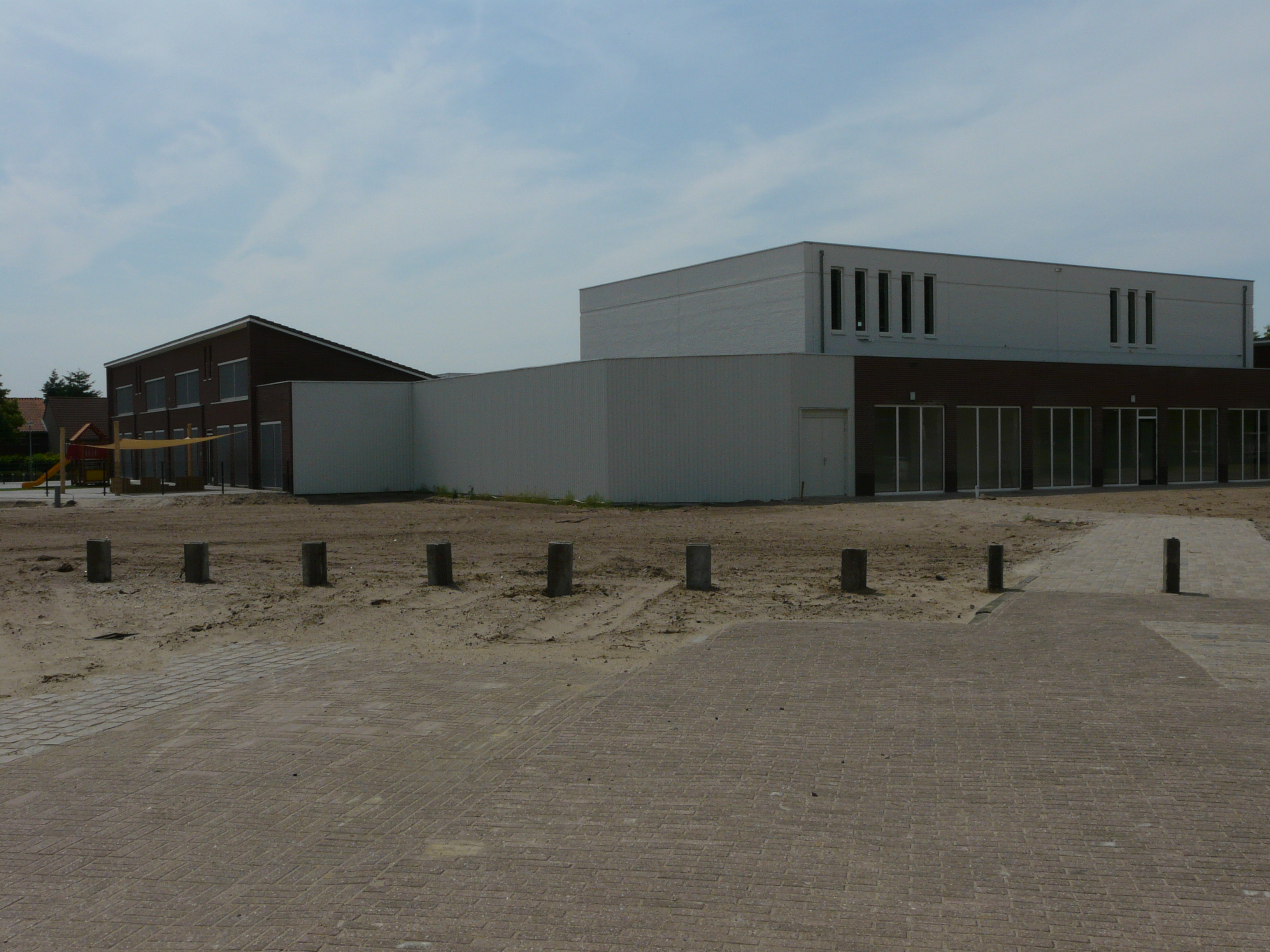
Basisschool 't Bossche Hart

- Molecaten Park Bosbad Hoeven met waterspeelpark Splesj
- Basisschool 't Bossche Hart
- Bakkerij Het Broodhuys
- Snackbar Pico
- Fletcher Hotel-Restaurant De Reiskoffer
- Café-Restaurant De Cockpit
- Café-Eeterij Stroop
- Restaurant De Haard
- Restaurant Bargo
- Supermarkt Boons

## Verkeer en vervoer
- Bosschenhoofd ligt nabij de rijksweg A58.
- Er is openbaar vervoer met buurtbus 211 van Arriva. Deze lijn loopt van Nispen naar Roosendaal, Zegge, Bosschenhoofd en Oudenbosch (Station).
- Stopplaats Seppe was een halteplaats op de spoorlijn Breda-Roosendaal. Deze opende in 1875. Ze werd gesloten voor het personenvervoer in 1938 en voor het goederenvervoer in 1969. Het stationsgebouwtje uit 1884 is in gebruik als een kantoor.
- Aan de Pastoor van Breugelstraat is in 1949, door toedoen van de heer A. van Campenhout, het vliegveld Seppe tot stand gekomen. Het vliegveld draagt sinds 2014 de naam Breda International Airport.

## Nabijgelegen kernen
Zegge, Rucphen, St. Willebrord, Hoeven, Oudenbosch